# Třída Fearless
Třída Fearless je třída hlídkových lodí singapurského námořnictva. Skládá se z celkem dvanácti jednotek postavených ve dvou verzích – protilodní a protiponorkové. Druhá skupina je někdy označována jako třída Resilience. Je to první třída větších válečných lodí navržených a postavených singapurskými loděnicemi.
Prototypová jednotka Fearless byla do služby přijata roku 1996. V letech 2017–2021 byla třída postupně nahrazena novou třída Independence, postavenou domácí loděnicí ST Marine (součást koncernu Singapore Technologies Engineering).
Roku 2021 byly čtyři jednotky třídy Fearless vybrány pro modernizaci a vrácení do služby v rámci útvaru Maritime Security and Response Flotilla (MSRF) pod označením třída Sentinel. První pár byl do služby zařazen 26. ledna 2021 a druhý 20. ledna 2022. Jedná se o dočasné řešení, než MSRF získá nově postavená plavidla. Jediným zahraničním uživatelem třídy je Brunej, jejíž námořnictvo rovněž získalo dvě vyřazená plavidla.

## Stavba
Stavbu této třídy zahájila domácí loděnice Singapore Shipbuilding & Engineering (nyní ST Marine) v Jurongu v roce 1995 na základě objednávky z roku 1993. Celkem bylo postaveno 12 jednotek této třídy. Do služby vstoupily v letech 1996–1998. První šestice měla být specializována k ničení ponorek, zatímco druhá šestice měla nést izraelské protilodní střely IAI Gabriel. Protilodní střely ale nakonec nebyly zakoupeny.
Jednotky třídy Fearless:
| Jméno             | Spuštěna           | Vstup do služby | Status |
| ----------------- | ------------------ | --------------- | --- |
| Fearless (94)     | 18. února 1995     | 5. října 1996   | Vyřazena 27. srpna 2019.                                                                                              |
| Brave (95)        | 9. září 1995       | 5. října 1996   | Vyřazena 27. srpna 2019. Od 13. prosince 2023 provozován Brunejským královským námořnictvem jako KDB Al-Faruq (99).   |
| Courageous (96)   | 9. září 1995       | 5. října 1996   | Vyřazena roku 2003 po kolizi s nákladní lodí.                                                                         |
| Gallant (97)      | 27. dubna 1996     | 3. května 1997  | Vyřazena 11. prosince 2020. Od 21. března 2023 provozován Brunejským královským námořnictvem jako KDB As-Siddiq (95). |
| Daring (98)       | 27. dubna 1996     | 3. května 1997  | Vyřazena 19. čerence 2018.                                                                                            |
| Dauntless (99)    | 23. listopadu 1996 | 3. května 1997  | Vyřazena 27. srpna 2019.                                                                                              |
| Resilience (82)   | 23. listopadu 1996 | 7. února 1998   | Vyřazena 19. čerence 2018.                                                                                            |
| Unity (83)        | 19. července 1997  | 7. února 1998   | Vyřazena 3. října 2017.                                                                                               |
| Sovereignty (84)  | 19. července 1997  | 7. února 1998   | Vyřazena 3. října 2017.                                                                                               |
| Justice (85)      | 18. října 1997     | 7. února 1998   | Vyřazena 3. října 2017.                                                                                               |
| Freedom (86)      | 18. října 1997     | 22. srpna 1998  | Vyřazena 11. prosince 2020                                                                                            |
| Independence (87) | 19. dubna 1998     | 22. srpna 1998  | Vyřazena 8. března 2017.                                                                                              |

## Konstrukce

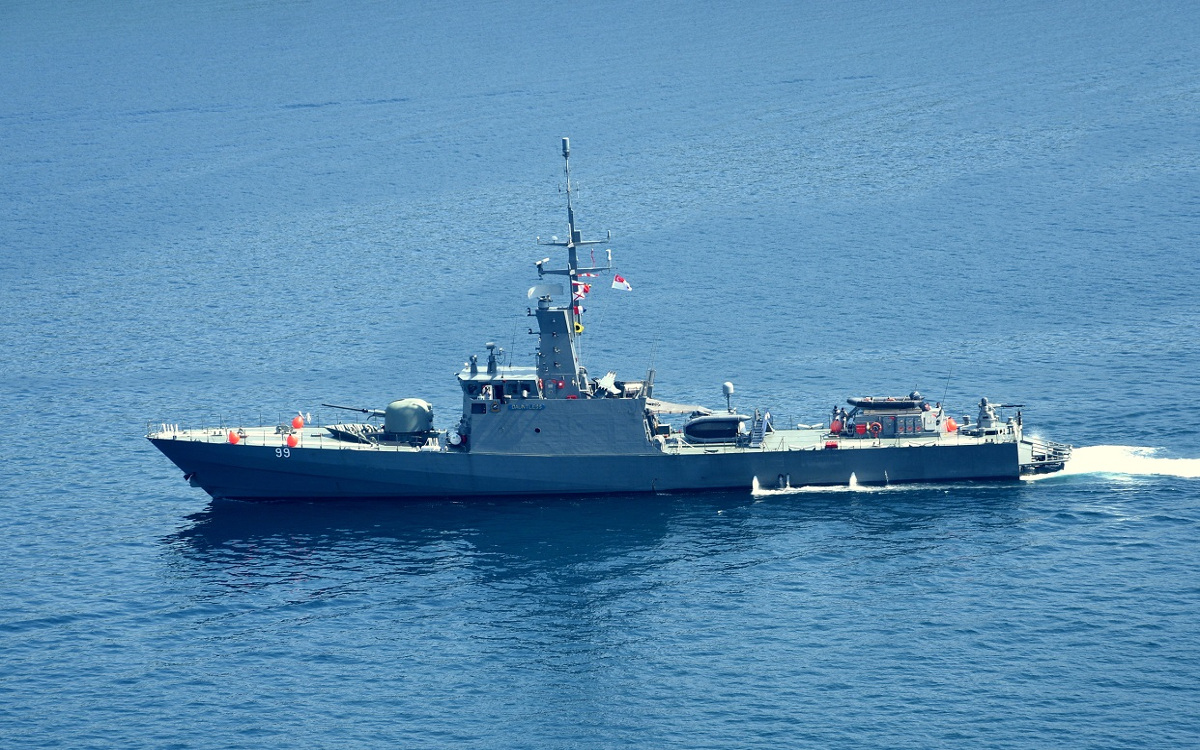
Dauntless (99)

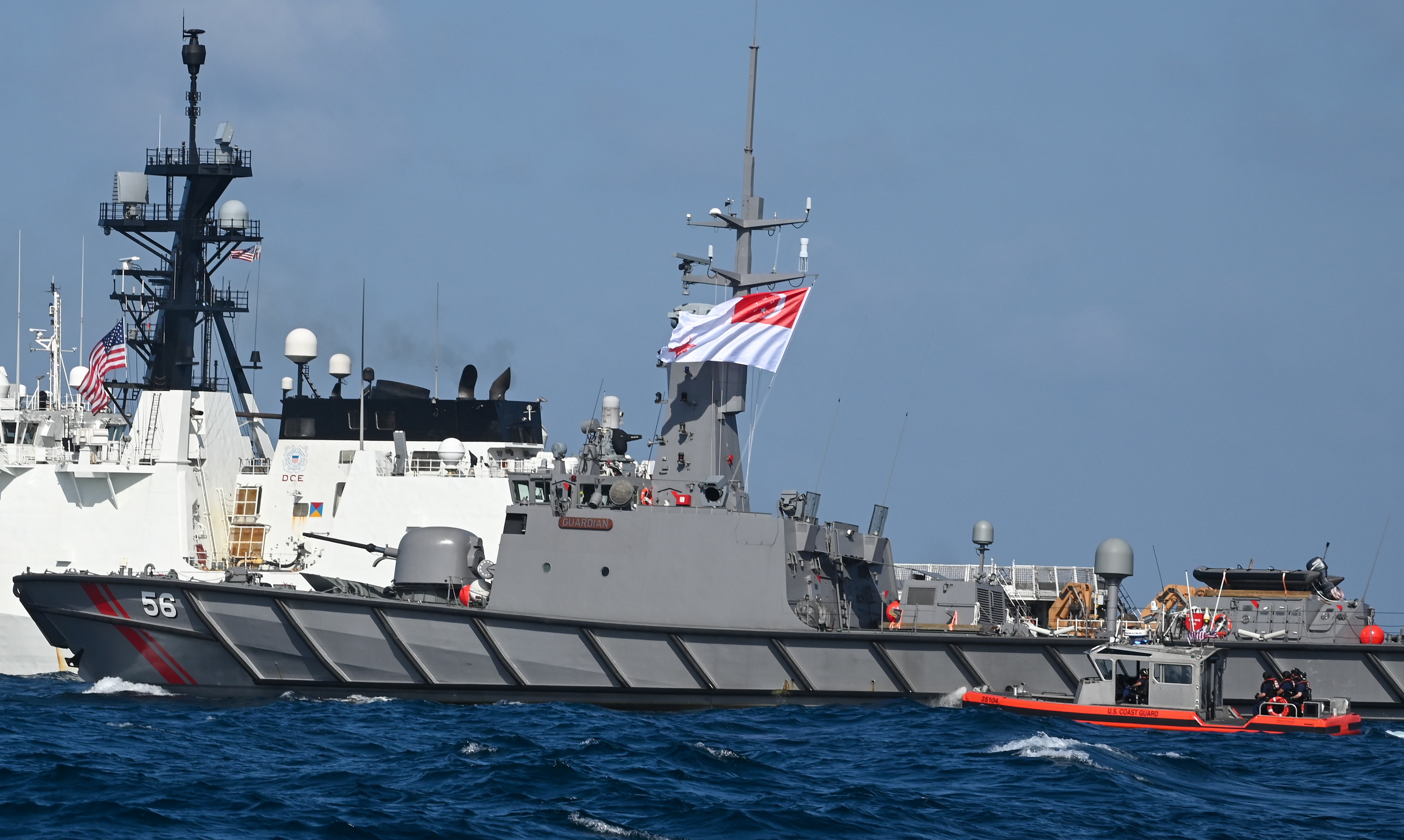
MSRV Guardian (56, ex Dauntless)

Hlavňovou výzbroj tvoří jeden 76mm kanón OTO Melara Compact v dělové věži na přídi a čtyři 12,7mm kulomety. Protiletadlovou výzbroj představuje dvojité odpalovací zařízení Simbad pro francouzské protiletadlové řízené střely Mistral o dosahu 5,5 km. První šestice navíc nese ještě dva trojité 324mm protiponorkové torpédomety B 515 pro lehká protiponorková torpéda Eurotorp A244S. Pohonný systém tvoří dva diesely MTU 12V 595 TE90 o výkonu 6480 kW a dvě vodní trysky KaMeWa. Lodě dosahují rychlosti až 20 uzlů. Dosah je 1800 námořních mil při 15 rychlosti uzlů.

### Modernizace
Čtyři jednotky této třídy byly vybrány pro vrácení do služby jako hlídkové lodě v rámci útvaru Maritime Security and Response Flotilla (MSRF). Dostaly nová jména MSRV Sentinel (55), MSRV Guardian (56), MSRV Protector (57) a MSRV Bastion (58). Výzbroj plavidel tvoří 76mm kanón OTO Melara Compact na přídi, 25mm kanón M242 Bushmaster v dálkově ovládané zbraňové stanici Rafael Typhoon a dva 7,62mm kulomety na křídlech můstku. Vybavení plavidel bylo rozšířeno o nové komunikační systémy, nárazy tlumící gumové segmenty na bocích trupu, modulární pancéřování, nebo akustický a laserový varovný systém.

## Operační služba
Courageous byl v lednu 2003 v Singapurské úžině těžce poškozen po srážce s nizozemskou kontejnerovou lodí ANL Indonesia. Čtyři námořnice při nehodě zahynuly.
V letech 2017–2020 byla třída postupně nahrazena novými plavidly třídy Independence.